# Adrián Ben
Adrián Ben, né le 4 août 1998 à Viveiro, est un athlète espagnol spécialiste des courses de demi-fond. Il est champion d'Europe en salle du 800 m en 2023 à Istanbul.

## Biographie
Il remporte la médaille de bronze du 800 m des championnats d'Europe juniors 2017.
L'Espagnol se classe 6e des championnats du monde 2019 à Doha et 5e des Jeux olympiques de 2020 se déroulant en 2021 à Tokyo. 
Le 5 mars 2023 à Istanbul, Adrián Ben devient champion d'Europe en salle du 800 m dans le temps de 1 min 47 s 34, après avoir battu au sprint pour trois millièmes de seconde le Français Benjamin Robert.

## Palmarès

### International
| Date | Compétition                            | Lieu     | Résultat | Épreuve | Temps         |
| ---- | -------------------------------------- | -------- | -------- | ------- | ------------- |
| 2017 | Championnats d'Europe juniors          | Grosseto | 3e       | 1 500 m | 3 min 57 s 32 |
| 2018 | Championnats d'Europe de cross-country | Tilbourg | 10e      | espoirs | 24 min 12 s   |
| 2019 | Championnats du monde                  | Doha     | 6e       | 800 m   | 1 min 45 s 58 |
| 2021 | Jeux olympiques                        | Tokyo    | 5e       | 800 m   | 1 min 45 s 96 |
| 2023 | Championnats d'Europe en salle         | Istanbul | 1er      | 800 m   | 1 min 47 s 34 |
| 2023 | Championnats du monde                  | Budapest | 4e       | 800 m   | 1 min 44 s 91 |
| 2024 | Championnats d'Europe                  | Rome     | 6e       | 800 m   | 1 min 46 s 54 |

### National
- Championnats d'Espagne d'athlétisme :
  - 800 m : vainqueur en 2021, 2023

## Records
| Épreuve    | Épreuve   | Temps         | Lieu     | Date            |
| ---------- | --------- | ------------- | -------- | --------------- |
| 800 mètres | Plein air | 1 min 43 s 92 | Budapest | 24 août 2023    |
| 800 mètres | Salle     | 1 min 45 s 72 | Madrid   | 23 février 2024 |